# Heyerode (Ludwigsau)
Koordinaten: 50° 57′ 58″ N, 9° 39′ 50″ O
Heyerode ist ein Forsthaus in der Gemarkung von Beenhausen, einem Ortsteil der Gemeinde Ludwigsau im nordhessischen Landkreis Hersfeld-Rotenburg.
Das Haus befindet sich ostnordöstlich von Beenhausen auf 397 m Höhe im Ostteil des Knüllgebirges am Oberlauf des Lingelbachs (5,6 km lang), der hier zu zwei Fischteichen aufgestaut ist und bei Gerterode in den Rohrbach mündet. Von der von Niederthalhausen nach Wüstefeld und Rotenburg a. d. Fulda verlaufenden Landesstraße L 3336 biegt rund 500 m nördlich Forsthauses die Lingelbachstraße nach Süden ab und führt zum Forsthaus und danach weiter bis nach Gerterode.
Der an dieser Stelle einst befindliche kleine Ort wurde im Jahre 1356 erstmals urkundlich erwähnt. 1821 wurden dort noch 16 Einwohner in zwei Häusern registriert.